# Vârfu Dealului
Vârfu Dealului – wieś w Rumunii, w okręgu Suczawa, w gminie Pârteștii de Jos. W 2011 roku liczyła 169 mieszkańców. 